# Charles Gaspar
Charles Gaspar, né à Arlon le 31 janvier 1871 où il est mort le 30 avril 1950, est un photographe belge, attaché au mouvement pictorialiste, ainsi qu'un bienfaiteur de la ville d'Arlon.

## Biographie
Charles Gaspar nait à Arlon en 1871.
Bien que considéré brillant, mais rappelé par des obligations familiales, il ne poursuit pas ses études universitaires et se dirige vers sa passion: la photographie. Charles Gaspar est une figure marquante de la photographie belge de la fin du XIXe siècle et du début du XXe siècle. Il est particulièrement impliqué dans le mouvement pictorialiste, et fait d'ailleurs partie de deux groupes de photographes: « L'Effort » dont il est l'un des fondateurs et « l'Association belge de Photographie ». Il prit part à quelques-uns des plus importants salons de photographie, tant en Belgique qu'à l'étranger.
Il est issu d'un milieu privilégié, comme la majorité des photographes de l'époque et c'est dans ce contexte familial très sensible à l'art, qu'il débute sa pratique de la photographie en 1892.
En 1893, après la mort de deux de ses frères, Paul et Alphonse, la famille Gaspar s'installe dans la demeure de la rue de Virton (actuel musée Gaspar). Charles, alors âgé de 22 ans, y vit avec ses parents. Ceux-ci ont aménagé un atelier dans le jardin pour Jean Gaspar, leur deuxième fils (1861-1931), sculpteur animalier déjà médaillé à l’Exposition universelle de Paris de 1889. Le père de Charles, Alphonse, sombre dans une dépression, qui marque la fin de ses activités notariales, obligeant Charles à reprendre les activités familiales. Alphonse père décède en 1898. Grâce aux talents de rentier de Charles, la famille peut, par la suite, vivre de ses rentes et de la mise en location de leur bien immobilier.
Il se fait membre de l’Association belge de photographie de 1895 à 1914. Il est le plus actif durant la période 1901-1905. Il expose dans l’Europe entière. La collection de médailles exposée au Musée Gaspar, atteste d’une activité intense durant vingt années. La majeure partie de ses médailles furent données pour sa participation aux Salons mais comporte également des prix reçus.
Il est contemporain des grands noms du mouvement pictorialiste, comme Léonard Misonne ou Gustave Marissiaux. Sa bibliothèque personnelle s’enrichit également, par des ouvrages d’histoire de l'art, de tourisme, d’histoire militaire… Il collectionne les meubles anciens et les tableaux d’artistes, qui sont souvent, d’ailleurs, ses amis. Il devient membre de l’Institut archéologique du Luxembourg en 1925.
Durant la Première Guerre mondiale, il participe, à l'instar de nombreux notables de la Province de Luxembourg à l'Œuvre de la Soupe de guerre, qui se charge de distribuer de la soupe gratuitement à plusieurs milliers d'enfants déshérités de la région. Au lendemain de la Première Guerre mondiale, Charles Gaspar s’investit dans des mouvements patriotiques et des œuvres sociales. Au début de l'année 1919, Charles Gaspar héberge chez lui brièvement Franklin Delano Roosevelt, alors chargé de superviser la démobilisation des troupes américaines en Europe après la guerre . En tant que secrétaire puis président de la Jeunesse Arlonaise, « cercle patriotique et d’intérêt local », Charles Gaspar fait partie des initiateurs de monuments comme le Coq Gaulois ou le Jass, sculptures commandées à son frère Jean pour honorer respectivement les soldats français (1919) et les Arlonais morts pour la patrie (1920). Entre 1927 et 1936, il est président de la Commission d'Assistance publique d'Arlon.
Son frère décède en 1931, sa mère en 1933. Il s’attèlera désormais à rendre hommage à l’œuvre de son frère et veille à la bonne gestion de ses biens. Il est également membre du comité local des Sangliers réunis, les Luxembourgeois de la capitale, qui souhaitent rendre hommage au sculpteur décédé en érigeant, d’abord place Léopold puis au square Astrid, une reproduction agrandie de son Appel de la forêt.
Charles Gaspar décède le 30 avril 1950 à l’âge de 79 ans et est enterré au cimetière d'Arlon.

## Testament[3]
- Charles Gaspar a légué sa demeure à la ville d'Arlon avec les conditions que la maison soit transformée en musée où seront exposées les œuvres de son frère, Jean Gaspar et qu'une rente annuelle soit versée à ses neveux.
- Il lègue aussi à la ville ses meubles et objets anciens.
- Trois cent mille francs sont légués à la Commission d'Assistance Publique de la Ville d'Arlon, avec la condition que cet argent soit utilisé pour la création d'une maison de retraite
- Il lègue cinquante mille francs dont le revenu sera utilisé pour la création de quatre prix annuels dont la récompense est de cinq cents francs chacun. Chaque prix sera décerné à des personnes ayant fait preuve de dévouement à leur famille. Les gagnants de ses prix doivent être une veuve, un veuf, une jeune fille et un jeune homme.
- Il lègue à neuf œuvres et organismes locaux la somme de cinq mille francs chacun.
- Il lègue à son neveu, Pierre Gaspar, son terrain square Albert Ier à Arlon.
- Il lègue le reste de sa fortune ainsi que les bijoux lui appartenant à ses trois neveux, Paul, Pierre et Jacques.

## Expositions posthumes
- « Autour de Charles Gaspar (1871-1950) », du 12 septembre 2009 au 4 avril 2010, au musée Gaspar d'Arlon[10].
- « Les études de Monsieur Gaspar », du 18 mai au 22 septembre 2013, au Musée de la photographie à Charleroi[11].
- " Charles Gaspar (1871-1950) un portrait pictorialiste, du 2 février 2024 au 5 janvier 2025, au Musée Gaspar d'Arlon[12].

## Œuvres conservées
- Musée Gaspar, Arlon
- Musée de la Photographie, Charleroi
- FoMu - Fotomuseum Antwerpen
- Musée de la Vie Wallonne, Liège